# Stazione di Olbia
La stazione di Olbia, già stazione di Terranova Pausania, è una stazione ferroviaria situata lungo la ferrovia Cagliari-Golfo Aranci, al servizio della città di Olbia.

## Storia
L'impianto nacque nell'ultima parte dell'Ottocento col nome di Terranova Pausania (questo il nome all'epoca di Olbia), periodo di costruzione della ferrovia di collegamento tra Cagliari e i porti della Gallura, portata avanti per conto della Compagnia Reale delle Ferrovie Sarde, che sarà il primo gestore dello scalo.
La stazione fu inaugurata il 15 marzo 1881, in contemporanea al tronco della linea avente origine dallo scalo di Monti. Nel giro di poche settimane fu aperta al traffico anche la prosecuzione della ferrovia avente termine nel capolinea designato nell'originario porto olbiese dell'Isola Bianca, raggiunto dai treni dal 1º maggio di quello stesso anno. 

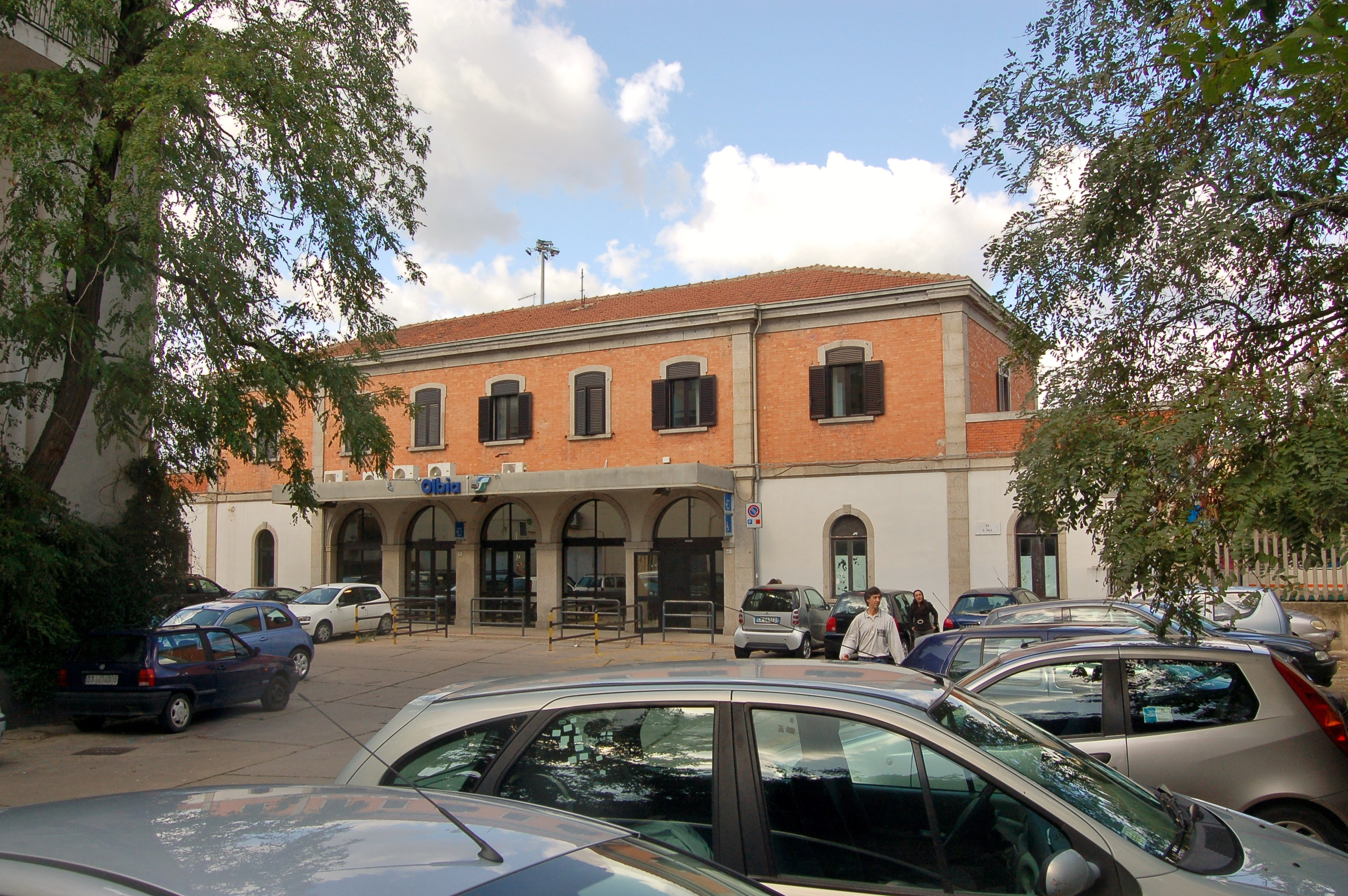
Il fabbricato viaggiatori visto da via Pala

Tuttavia rispetto al progetto originario della linea sopraggiunse l'esigenza di prolungare la strada ferrata sino alla vicina Golfo Aranci, in cui era stato deciso di spostare l'attracco dei piroscafi passeggeri. Ciò comportò la costruzione di un'ulteriore porzione di ferrovia che dalla stazione di Terranova sarebbe poi giunta alle banchine del porto golfarancino: l'inaugurazione avvenne il 1º luglio 1883, e l'apertura di questa tratta creò a pochi metri dallo scalo di Terranova una biforcazione della linea, che a ovest proseguiva per Golfo Aranci, mentre a est raggiungeva il vicino porto dell'Isola Bianca. Il porto olbiese tuttavia ridivenne lo scalo marittimo di riferimento qualche decennio dopo, e un nuovo tronco ferroviario dalla stazione verso il nuovo molo dell'Isola Bianca fu inaugurato il 28 gennaio 1920, poche settimane dopo il passaggio dello scalo di Terranova Pausania alla gestione delle Ferrovie dello Stato.
La stazione di Olbia (che prese tale nome nel 1940) tuttavia continuò a essere capolinea di molti treni negli anni a venire. Danneggiato dalle incursioni aeree alleate durante la seconda guerra mondiale, negli anni settanta lo scalo fu inoltre potenziato per quanto riguarda il servizio merci, con la realizzazione di un nuovo terminal situato nell'area delle rimesse dell'impianto, al fine anche di ridurre l'attività dei passaggi a livello presenti nel tragitto tra quest'area e quella del fabbricato viaggiatori, nei pressi del quale erano originariamente situate le vecchie strutture per il servizio merci. Il 27 maggio 2000 a seguito di lavori stradali venne chiusa la linea che dalla stazione portava verso lo scalo ferroviario di Olbia Marittima Isola Bianca: tale bretella fu chiusa “temporaneamente” per permettere l'effettuazione dei cantieri, salvo poi non venire più ripristinata e riaperta al traffico ferroviario. Dal 2001 l'impianto è gestito da Rete Ferroviaria Italiana.
Negli anni dieci del XXI secolo si decise di arretrare il terminal passeggeri realizzando una nuova struttura nell'area precedentemente occupata dallo scalo merci della stazione, col fine principale di ridurre il numero di chiusure dei passaggi a livello nel centro cittadino riducendo i problemi di traffico automobilistico. La nuova stazione, denominata Olbia Terranova e attivata nel mese di settembre 2021, è stata inaugurata il 16 dicembre 2021.

## Strutture e impianti

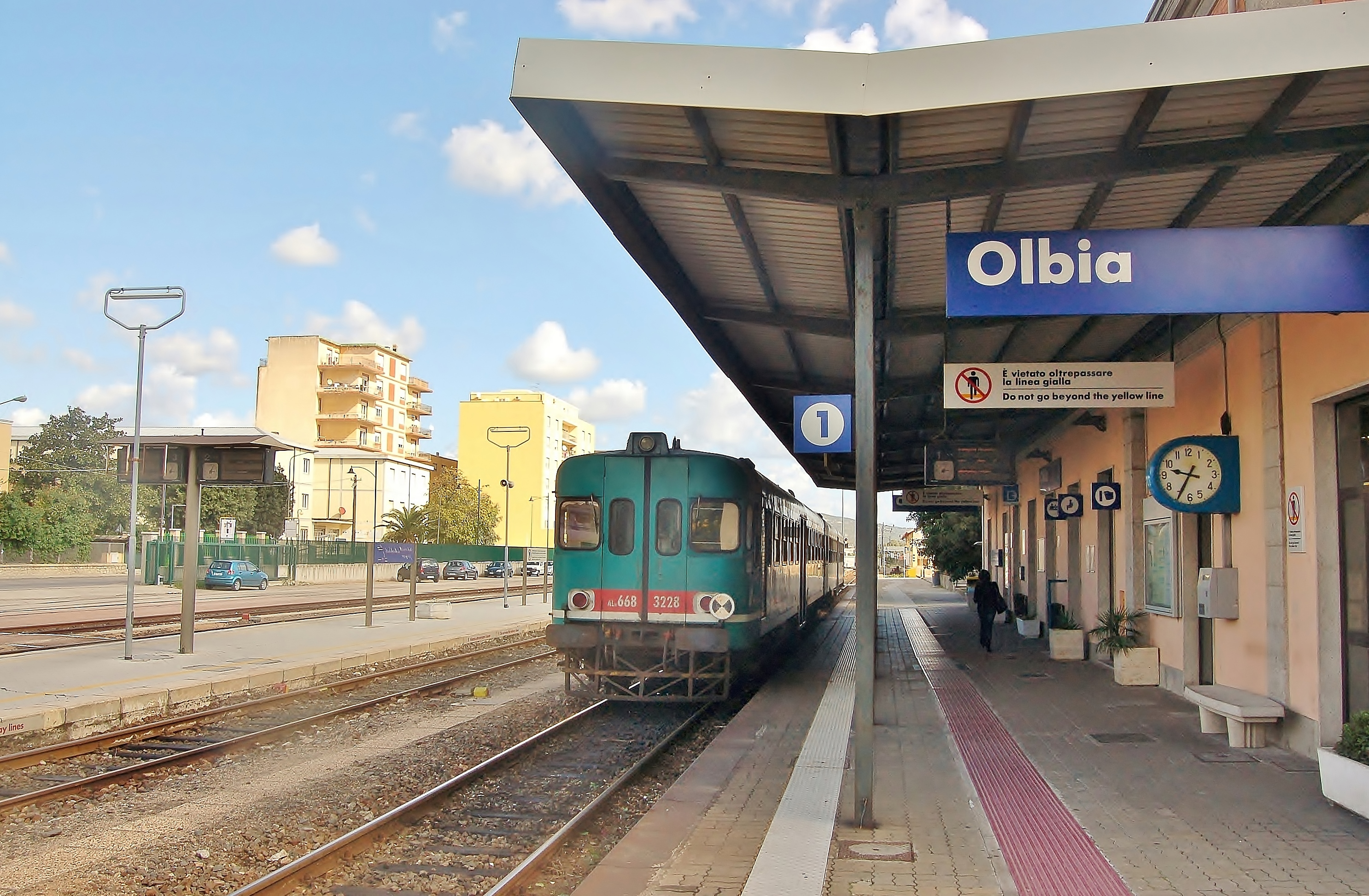
ALn 668 in sosta al binario uno dell'impianto in direzione Golfo Aranci

Lo scalo, avente una configurazione di stazione passante lungo la Dorsale Sarda, fino al 2018 presentava uno schema del piano del ferro che comprendeva due fasci binari: quello più a nord, dotato di sei binari, è situato nell'area del fabbricato viaggiatori ed ha i binari dall'uno al tre attrezzati per il servizio di trasporto pubblico, mentre i binari quattro cinque e sei, ora dismessi, erano impiegati per la sosta di rotabili. Dal secondo binario ha origine la breve linea per Olbia Marittima Isola Bianca, ancora presente ma interrotta a metà tracciato dal 2000 e non più ripristinata. Dal binario tre invece la linea prosegue in direzione Golfo Aranci. La parte nord di questo fascio comprendeva inoltre ulteriori binari tronchi, dismessi nel corso degli anni.
Il fascio sud della stazione, non più esistente dopo la costruzione della Stazione di Olbia Terranova, era raccordato al precedente da due binari, comprendeva le infrastrutture dello scalo merci e delle rimesse dell'impianto: queste ultime erano dotate di quattro tronchini per il rimessaggio del materiale rotabile, ed occupavano la parte occidentale dell'area in cui si trovava inoltre la torre dell'acqua della stazione. Per quanto riguarda lo scalo merci, in disuso stante la cancellazione del servizio di treni merci in Sardegna, era dotato di un'area intermodale con complessivi nove tronchini, oltre alla presenza di un piano caricatore, di un magazzino, e di altre infrastrutture di servizio. Sempre in quest'area il binario di corsa era affiancato da ulteriori binari passanti, che poi confluivano nel primo in direzione Cagliari. Tutti i binari della stazione sono a scartamento da 1435 mm.

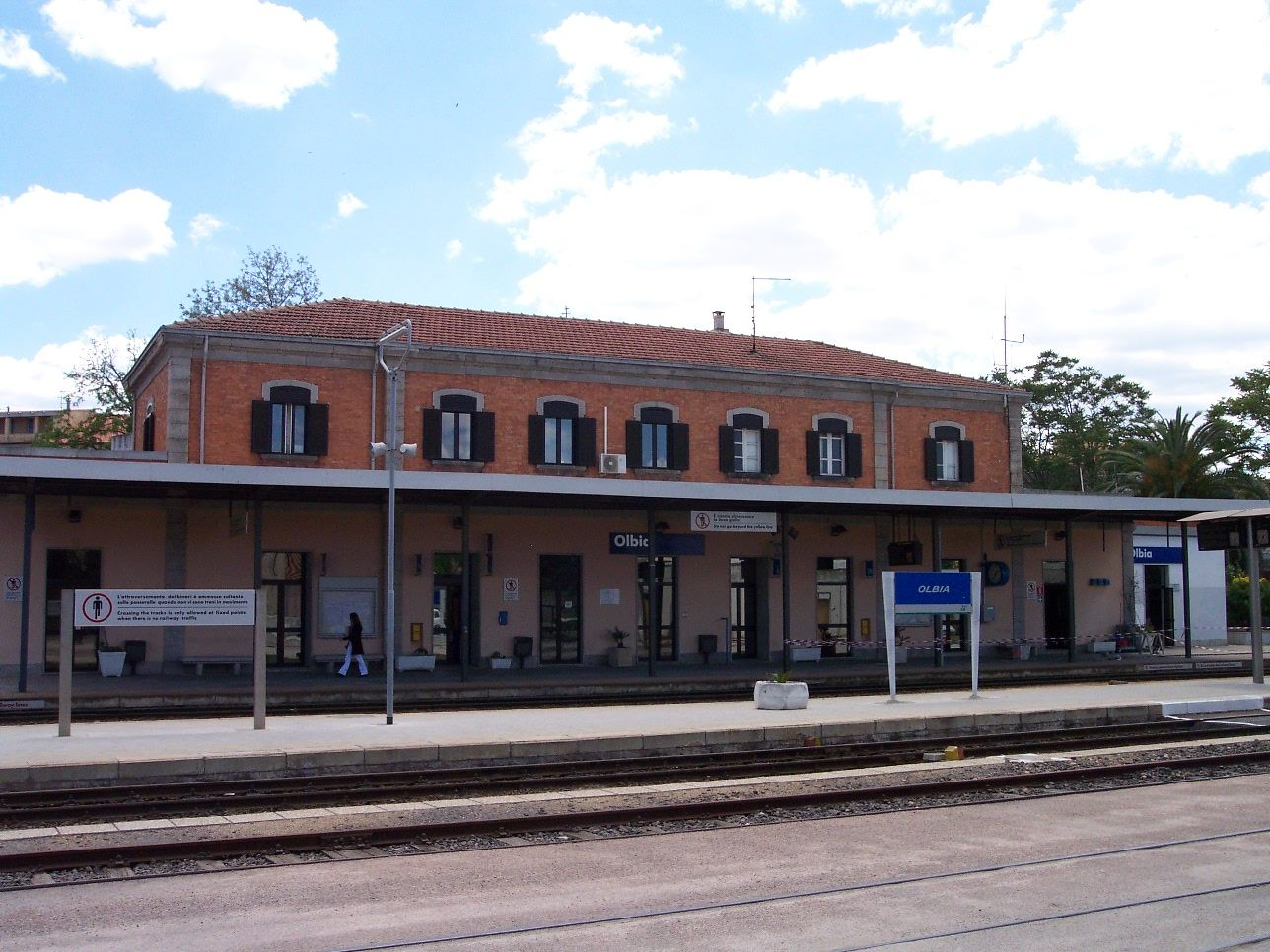
Il fabbricato viaggiatori visto dal piazzale binari

Altri edifici sono situati nei pressi dell'area passeggeri: la stazione è dotata di un fabbricato viaggiatori a due piani più tetto a falde in laterizi, costituito da una parte centrale e da due corpi laterali con sviluppo sul solo piano terra. La costruzione, situata a sud-est del terminal passeggeri, è affiancata da un piccolo fabbricato per i servizi igienici sul lato in direzione Cagliari, mentre al fianco opposto trovano posto due fabbricati di servizio (uno dei quali esteso su due piani), oltre ad un ex magazzino merci con relativo piano caricatore (dismesso) situato in un'area della stazione riconvertita a parcheggio a pagamento, gestito da Metropark, società anch'essa del gruppo FS. Ulteriori locali per l'uso ferroviario si trovano all'altezza del bivio per il tronco ancora armato della linea per Olbia Marittima Isola Bianca, nonché di fronte al fabbricato viaggiatori, all'estremità opposta del fascio binari.
Dal punto di vista del traffico la stazione rientra nella giurisdizione dell'impianto di Olbia Terranova, la cui Dirigenza Movimento gestisce la circolazione dei treni nello scalo, compito che sino al 2021 veniva espletato in loco.

## Movimento
L'impianto è servito da Trenitalia, i cui treni regionali consentono il collegamento con le varie località raggiunte dalla Dorsale Sarda, oltre che con gli impianti ferroviari del Sassarese.

## Servizi

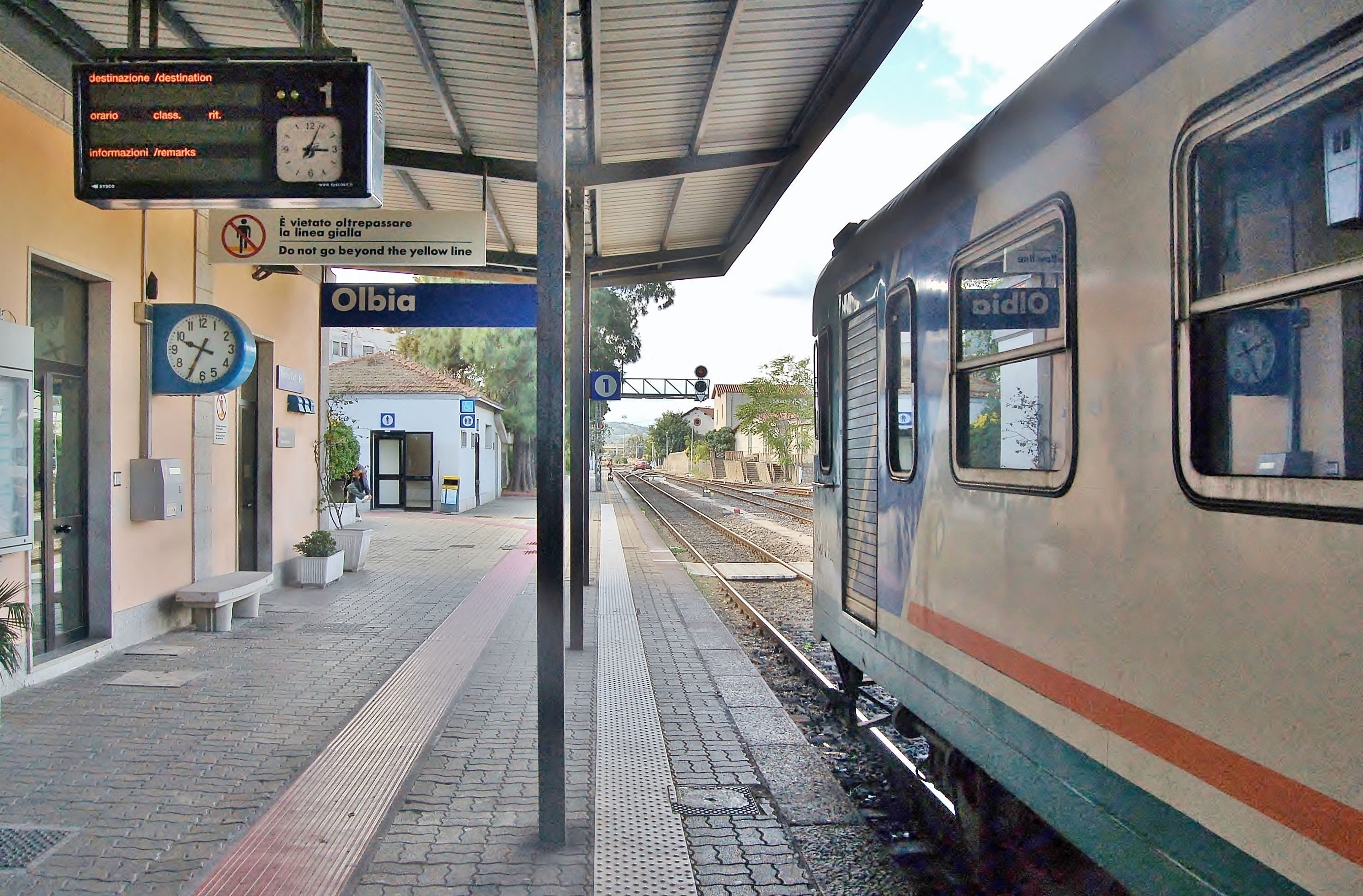
La banchina del binario uno, e la relativa pensilina, viste in direzione Sassari

La stazione è classificata commercialmente da Rete Ferroviaria Italiana in categoria silver, ed è dotata di infrastrutture che permettono l'accessibilità a persone con disabilità di tipo motorio e visivo. L'accesso ai binari è garantito da due banchine, una dotata di pensilina affiancata al fabbricato viaggiatori ed al servizio del binario uno, l'altra comune ai binari due e tre, raggiungibile tramite passerelle sul binario uno. Altre passerelle sui binari tre e quattro consentono inoltre di raggiungere gli accessi all'impianto dalla via D'Annunzio.
Nel fabbricato viaggiatori sono ospitati i servizi all'utenza, tra cui una biglietteria a sportello ed una automatizzata e una sala d'attesa. I servizi igienici sono situati in un fabbricato affiancato a quello principale.
- Biglietteria a sportello
- Biglietteria automatica
- Sala d'attesa
- Servizi igienici

## Interscambi
Nella vicina via d'Annunzio effettuano fermata i mezzi dell'ASPO, che espletano i collegamenti urbani su gomma in città.
- Fermata autobus.